# 小行星2663
小行星2663（2663 Miltiades）是一颗围绕太阳公转的小行星。1960年9月24日，C. J. 万·豪敦、I. 万·豪敦-格勒内费尔德、T. 赫雷爾斯在帕洛马山发现了此天体。
該小行星以古希臘將軍小米太亞德命名。
这颗小行星的绝对星等为82.19251374754378等。